# Emprise (film)
Pour les articles homonymes, voir Emprise.
Pour plus de détails, voir Fiche technique et Distribution.
Emprise (Frailty) est un film américain réalisé par Bill Paxton, sorti en 2001.

## Synopsis
Un homme entre dans le bureau du FBI à Dallas, Texas par une nuit pluvieuse, et se présente comme Fenton Meiks. Il veut parler à l'agent Doyle sur sa conviction que son frère Adam est le fameux tueur en série surnommé la Main de Dieu.
Fenton explique qu'il ne vient maintenant que parce que, plus tôt dans la journée, Adam avait demandé de lui dire qu'il ne peut pas arrêter les « démons », car il y en a trop, et s'est tué. Fenton dit qu'il a pris le corps d'Adam pour l'enterrer dans le jardin Rose Thurman, conformément à une promesse faite par les deux frères, il y a de cela plusieurs années. Doyle, l'agent du FBI, est sceptique, et Fenton commence à narrer l'histoire de leur enfance avec leur père veuf.
Quand Fenton et Adam étaient de jeunes garçons, leur père leur dit qu'il avait été chargé par Dieu de détruire les démons dont les noms devaient lui être fournis pour lui par un ange. Des outils spéciaux lui ont aussi été donnés : une paire de gants pour protéger ses mains, un tube en métal pour les frapper et les rendre inconscients, et une hache nommé Otis pour les détruire. À cette nouvelle, Fenton fait un blocage mental, refusant de croire que leur père va vraiment tuer des gens, mais Adam pense lui que leur père va faire l'œuvre de Dieu.
Leur père capture sa première victime, une femme nommée Cynthia Harbridge. Quand il la touche, il prétend qu'il peut voir les péchés qu'elle a commis, et n'éprouve pas de culpabilité quand il utilise Otis pour la détruire. Les deux frères, Fenton et Adam, sont contraints d'assister à cet acte ; Fenton est traumatisé, mais Adam affirme qu'il peut également voir les péchés de la femme. Le cadavre est enterré en plein air dans le Thurman Rose Garden, qui est à côté de la maison Meiks. Fenton tente d'expliquer à Adam que leur père est fou, mais Adam continue de croire, ce qui conduit Fenton à conclure que son jeune frère a été endoctriné avec succès.
Après que la troisième victime a été capturée, Fenton décide d'informer Smalls, le shérif de la ville. Quand le shérif arrive, le père de Fenton le tue avec la hache. À la différence des précédents actes, le père dit que celui-ci est un meurtre et reproche à Fenton de l'avoir obligé à le commettre. Le père révèle que l'ange lui a dit que Fenton est aussi un démon et doit être tué. Fenton implore la miséricorde, et son père le verrouille dans la cave. Après l'avoir quasiment laissé mourir de faim, Fenton a une vision de Dieu et est autorisé à sortir.
Fenton, Adam et leur père suivent un autre supposé démon et le capturent. Fenton reçoit la hache Otis afin qu'il coupe la tête de l'homme, mais il tue son propre père à la place, ne supportant plus sa folie. Fenton veut libérer l'homme capturé, mais son frère s'empare de la hache et tue le « démon », semblant ainsi reprendre le « travail » de son père.
L'agent Doyle est convaincu que l'histoire de Fenton a un certain poids, et conduit Fenton au jardin Thurman Rose, où Adam aurait sûrement enterré ses victimes. Une fois arrivé sur place, l'homme adulte qui accompagne le policier révèle qu'il n'est autre qu'Adam. Cependant, la véritable Main de Dieu est Fenton, qui a gardé les corps de ses victimes comme des trophées dans la cave de sa maison. Fenton a utilisé le surnom de « Main de Dieu » pour attirer Adam, en sachant que son frère aurait à le tuer un jour de manière à remplir la tâche de leur père ne pouvait pas faire. Fenton a été enterré dans le jardin des Roses, avec les nombreux démons qu'Adam avait « détruit » au cours des années.
Adam explique également qu'il a attiré l'agent Doyle parce qu'il était sur la liste de Dieu. Quand Adam Doyle touche la main, se révèle une vision de Doyle tuant sa propre mère de sang-froid. Adam reprend Otis et détruit l'agent Doyle, l'enfouissant dans le jardin des Roses.
Le jour suivant la disparition de l'agent Doyle, des agents du FBI cherchent frénétiquement à trouver le « Fenton Meiks » avec qui il aurait quitté le bâtiment la veille. L'agent Hull, qui avait rencontré Adam déguisé en Fenton la nuit précédente, ne peut se rappeler le visage de l'homme. Toutes les vidéos de sécurité montrent le visage d'Adam de manière déformée. Finalement, le FBI fait irruption dans la maison de Fenton Meiks, et trouve des preuves des massacres, ainsi que le badge de l'agent Doyle du FBI.
L'agent Hull visite le bureau du shérif local, et le shérif se révèle être Adam Meiks. L'agent Hull ne le reconnaît pas, et explique que sa visite est de l'informer de la mort de son frère et de ses meurtres en série. Ils se serrent la main, qu'Adam retient quelques instants, avant de dire à l'agent : « vous êtes un homme bon ».

## Fiche technique
- Titre : Emprise
- Titre québécois : Frêle
- Titre original : Frailty
- Réalisation : Bill Paxton
- Scénario : Brent Hanley
- Musique : Brian Tyler
- Photographie : Bill Butler
- Montage : Arnold Glassman
- Décors : Nelson Coates
- Costumes : April Ferry
- Production : David Blocker, Tom Huckabee, Eberhard Kayser, David Kirschner, Karen Loop, Mario Ohoven, Michael Ohoven, Tom Ortenberg, Michael Paseornek et Corey Sienega
- Sociétés de production : Cinerenta Medienbeteiligungs KG et David Kirschner Productions
- Société de distribution : Lionsgate (États-Unis), CTV International (France)
- Budget : 11 millions de dollars[1] (8,34 millions d'euros)
- Pays d'origine : États-Unis, Allemagne, Italie
- Langue originale : anglais
- Format : couleurs - 1,85:1 - DTS, Dolby Digital et SDDS - 35 mm
- Genre : thriller
- Durée : 100 minutes
- Dates de sortie :
  -  États-Unis : 17 novembre 2001, (festival de Dallas)
  -  États-Unis : 12 avril 2002
  -  France : 15 mai 2002
  -  Belgique : 14 août 2002
- Film interdit aux moins de 16 ans lors de sa sortie en France

## Distribution
- Bill Paxton (VF : Gérard Darier ; VQ : Benoit Éthier) : Dad Meiks
- Matthew McConaughey (VF : Jean-Philippe Puymartin ; VQ : Daniel Picard) : Adam Meiks
- Levi Kreis : Fenton Meiks
- Powers Boothe (VF : Féodor Atkine ; VQ : Guy Nadon) : l'agent du FBI Wesley Doyle
- Matt O'Leary (VF : Elliott Weill ; VQ : Émile Mailhiot) : Fenton enfant
- Jeremy Sumpter (VF : Jules Sitruk ; VQ : Adèle Trottier-Rivard) : Adam enfant
- Luke Askew : le shérif Smalls
- Derk Cheetwood : l'agent Griffin Hull
- Missy Crider : Becky Meiks
- Alan Davidson (VF : Pascal Renwick) : Brad White
- Cynthia Ettinger : Cynthia Harbridge
- Vincent Chase : Edward March
- Gwen McGee : l'opérateur
- Edmond Scott Ratliff : l'ange
- Rebecca Tilney : le professeur

## Autour du film
- Le tournage s'est déroulé du 9 octobre au 11 décembre 2000 à Los Angeles, Orange, San Marino, Wasco et West Covina, en Californie.

## Bande originale
- Peace in the Valley de 1937, interprété par Johnny Cash.
- A Real Country Song, interprété par Dale Watson (en).
- Ball and Chain, interprété par Dale Watson.

## Accueil
Le film a connu un modeste succès commercial, rapportant environ 17 423 000 $ au box-office mondial, dont 13 110 000 $ en Amérique du Nord, pour un budget de 11 000 000 $. En France, il a réalisé 153 746 entrées.
Il a reçu un accueil critique favorable, recueillant 73 % de critiques positives, avec une note moyenne de 6,8/10 et sur la base de 147 critiques collectées, sur le site agrégateur de critiques Rotten Tomatoes. Sur Metacritic, il obtient un score de 64/100 sur la base de 32 critiques collectées.

## Distinctions

### Récompenses
- Prix du meilleur film, lors des International Horror Guild Awards en 2003.
- Prix Bram Stoker du meilleur scénario en 2003.
- National Board of Review, USA, 2002 (Special Recognition)

### Nominations
- Nomination au prix du meilleur film d'horreur, meilleur réalisateur, meilleur scénario et meilleur jeune acteur pour Jeremy Sumpter, par l'Académie des films de science-fiction, fantastique et horreur en 2003.
- Nomination au prix du réalisateur le plus prometteur, par la Chicago Film Critics Association en 2003.
- Nomination au Young Artist Award du meilleur acteur pour Matt O'Leary en 2003.